# Felipe de Milly
Felipe de Milly (c. 1120 - 3 de abril de 1171), también conocido como Felipe de Nablus, fue un barón en el Reino de Jerusalén y el séptimo gran maestre de la Orden del Temple. 
Felipe era uno de los tres hijos de Guido de Milly, de quien heredó varios feudos en Samaria alrededor de la ciudad de Nablus. Se convirtió en uno de los soldados más experimentados en el reino de Jerusalén, participando en la mayor parte de las campañas libradas por sus fuerzas contra sus enemigos musulmanes desde 1144 hasta su muerte. Fue un partidario importante de la reina Melisenda de Jerusalén en sus disputas con su hijo Balduino III, y poco después de su muerte (1161), Balduino persuadió a Felipe a entregar su feudo en Nablus a cambio del señorío de Transjordania.
A principios de 1166 Felipe se había unido a la Orden del Temple; como su hijo Rainiero estaba muerto en ese momento, Transjordania pasó a su hija mayor, Helena, y su marido, Gutierre III de Beirut. Después de cuatro años Felipe fue elegido gran maestre de la orden (agosto de 1169). En 1171 renunció a su cargo y fue como embajador al Imperio bizantino en preparación para una visita diplomática prevista por el rey Amalarico, pero murió durante el viaje a Constantinopla, probablemente el 3 de abril de 1171.

## Señor de Nablus
Felipe era el hijo de Guido de Milly, un caballero, probablemente de Normandía, que participó en la Primera Cruzada, y su esposa Estefanía de Flandes. Guido y Estefanía tuvieron tres hijos, todos nacidos en Tierra Santa, de los cuales Felipe era probablemente el mayor. Fue mencionado por primera vez como el hijo de Guido en 1138, y debió haberse convertido en señor de Nablus en algún momento entre esa fecha y 1144, cuando su nombre aparece con ese título. Por ese tiempo también se había casado con esposa Isabel de Montreal.

## Reinado de Melisenda
Como señor de Nablus, Felipe se convirtió en uno de los barones más influyentes en el Reino de Jerusalén. En 1144, la reina Melisenda lo envió para ayudar en el sitio de Edesa, pero llegó después que la ciudad ya había caído. En 1148, con la llegada de la Segunda Cruzada, Felipe participó en el concilio celebrado en Acre, donde él y los otros barones nativos fueron rechazados y la decisión nefasta de atacar Damasco fue hecha.
Junto con la poderosa familia Ibelín, en la cual su media hermana Helvis estaba emparentada por matrimonio, Felipe fue un partidario de Melisenda durante su conflicto con su hijo Balduino III. En la división del reino en 1151, Melisenda obtuvo el control de la parte sur del reino, incluyendo Nablus. A pesar de esta disposición, Felipe parece haber sido completamente leal a Balduino, participando en la captura de Ascalón en 1153 y en el auxilio a Banias en 1157. Después de la victoria en Banias, Felipe y sus tropas regresaron a casa, y no estuvieron presentes en la posterior emboscada de Nur al-Din a Balduino en el Vado de Jacob.

## Señor de Transjordania
En julio de 1161, con Melisenda agonizando, Felipe intercambió el señorío de Nablus con Balduino III con el fin de convertirse en señor de Transjordania. Esto permitió a Balduino recuperar el control de la mitad sur del reino mientras su madre no estaba en condiciones para oponérsele, pero probablemente también fue el objetivo de fortalecer Transjordania con un barón poderoso y leal. Balduino murió en 1163 y fue sucedido por su hermano Amalarico, que era un amigo de Felipe y un compañero partidario de Melisenda durante la lucha anterior en 1151.

## Caballero Templario
El 17 de enero de 1166, Felipe se unió a la orden militar de los Caballeros Templarios, pasando a ella una parte significativa de su feudo incluyendo el castillo de Ahamant, ya que estaba prohibido por los estatutos de la orden para sus miembros, incluyendo los grandes maestres, poseer tierras individualmente.
Actuando contra de la decisión de los templarios, Felipe se unió a la invasión de Amalarico sobre Egipto en 1167. La familia Ibelín registró más tarde un evento durante el sitio de Bilbeis, en el cual Felipe salvó la vida de Hugo de Ibelín, que se había roto la pierna cuando su caballo cayó en una zanja. Los templarios en conjunto se negaron a apoyar la invasión de Amalarico, y el rey los culpó por el fracaso de la expedición. Después de la muerte de su gran maestre Bertrand de Blanchefort en enero de 1169, Amalarico los presionó para elegir a Felipe en su lugar en agosto de ese año. Con la elección de Felipe, Amalarico recobró el apoyo Templario para la invasión de Egipto, aunque al final del año Amalarico se vio obligado a retirarse.
Por razones desconocidas Felipe renunció al cargo de gran maestre en 1171, y fue sucedido por Eudes de Saint-Amand. Felipe acompañó a Amalarico a Constantinopla como embajador en el Imperio bizantino con el fin de restablecer las buenas relaciones con ellos tras el fracaso de la invasión a Egipto. Probablemente murió el 3 de abril, antes de llegar a Constantinopla.

## Vida personal
La vida personal de Felipe es mayormente un misterio. Guillermo de Tiro lo describe como uno de los «hombres valerosos, valiente en armas y entrenado desde sus primeros años en el arte de la guerra» que acompañó a Amalarico a Egipto. En algún momento después de que se convirtiera en señor de Transjordania, hizo una peregrinación al monasterio de Monasterio de Santa Catalina en el Monte Sinaí. Con su esposa Isabel tuvo un hijo, Rainiero (que murió antes que él), y dos hijas, Helena y Estefanía. Isabel murió probablemente en 1166, lo que pudo haber dado lugar a la decisión de Felipe para tomar los votos como hermano de la Orden del Temple. Sus tierras fueron heredadas por su hija mayor, Helena, esposa de Gutierre III de Brisebarre, señor de Beirut, y después de la muerte de Gutierre, por Estefanía y sus esposos.
| Predecesor: Bertrand de Blanchefort | Gran maestre de la Orden del Temple 1169 - 1171 | Sucesor: Eudes de Saint-Amand |